# 顾方济
顧方濟（法語：François-Xavier-Timothée Danicourt；1806年3月18日—1860年2月2日）是天主教法國籍主教及遣使會會士。曾任浙江宗座代牧區宗座代牧（1850年-1854年）、江西宗座代牧區宗座代牧（1854年-1860年）。

## 生平
顾方济出生于1806年3月18日，法蘭西第一帝國北部索姆省的城市欧蒂。1828年9月8日，他在21岁時於巴黎加入遣使会。其後，在1831年9月24日他25岁時在亚眠晉鐸，並在索姆省的市鎮蒙迪迪耶公学任教。
1834年6月14日，顾方济28岁時在葡屬澳門聖若瑟修院任教。1842年，他被派遣到浙江省舟山岛传教。1846年7月18日，在他40岁時出任浙江宗座代牧区副主教。
1850年12月22日，顧方濟在44歲時獲時任教宗庇護九世任命為浙江宗座代牧區宗座代牧，領銜土耳其安底非教區主教。1851年9月7日，在宁波由屬同修會的河南宗座代牧安巴都主教主禮，北京教區宗座署理孟振生主教、蒙古宗座代牧孔方濟主教襄礼晉牧。
1854年5月，顧方濟與江西宗座代牧田嘉璧互相調任，他出任江西宗座代牧區宗座代牧。
1859年秋，顧方濟护送在1840年武昌殉道的董文学神父遗骨返回法国。1860年2月2日，顧方濟在法蘭西第二帝國巴黎逝世，享年53岁，安葬于家鄉欧蒂聖十字公墓。